# ケンペロール 7-O-グルコシド
ケンペロール 7-O-グルコシド (kaempferol 7-O-glucoside) は、フラボノール配糖体の一つ。サルトリイバラ (Smilax china) に含まれている。

## 誘導体
アムレンシンは、ケンペロール 7-O-グルコシドのtert-アミルアルコール誘導体である。6-O-アセチルアムレンシンはオオバキハダ (Phellodendron japonicum) の葉に含まれている。